# Écretteville-sur-Mer
Écretteville-sur-Mer ist eine französische Gemeinde mit 147 Einwohnern (Stand: 1. Januar 2022) im Département Seine-Maritime in der Region Normandie (vor 2016 Haute-Normandie). Sie gehört zum Arrondissement Le Havre und zum Kanton Fécamp (bis 2015 Valmont).

## Geographie
Écretteville-sur-Mer liegt im Pays de Caux etwa 45 Kilometer nordöstlich von Le Havre und etwa einen Kilometer südlich der Alabasterküste zum Ärmelkanal. Umgeben wird Écretteville-sur-Mer von den Nachbargemeinden Életot im Norden und Westen, Saint-Pierre-en-Port im Norden und Nordosten, Ancretteville-sur-Mer im Osten und Südosten, Angerville-la-Martel im Süden sowie Sainte-Hélène-Bondeville im Südwesten.

## Bevölkerungsentwicklung
| Jahr                      | 1962 | 1968 | 1975 | 1982 | 1990 | 1999 | 2006 | 2013 |
| Einwohner                 | 81   | 68   | 60   | 62   | 85   | 93   | 104  | 157  |
| Quelle: Cassini und INSEE |      |      |      |      |      |      |      |      |

## Sehenswürdigkeiten
- Kirche Saint-Blaise-et-Notre-Dame
- Steinkreuz